# Amilcar Type M 4
Der Amilcar Type M 4 (kurz Amilcar M 4) war ein Pkw der französischen Marke Amilcar. Es gibt auch die Schreibweise Amilcar Type M4.

## Beschreibung
Dies war eine stärker motorisierte Variante des Amilcar Type M 3. Vorgestellt wurde sie im Oktober 1933 auf dem Pariser Autosalon.
Auch dieses Modell hatte einen vorne platzierten Vierzylindermotor mit Thermosiphonkühlung. Der Motor war neu entwickelt worden. Er hatte 72 mm Bohrung, 100 mm Hub, 1629 cm³ Hubraum und war mit 9 Cheval fiscal eingestuft. Er leistete 37 PS.
Das Fahrgestell war weitgehend identisch. Allerdings wurde der Kraftstofftank von der Spritzwand ins Heck verlegt, was eine elektrische Kraftstoffpumpe erforderte. Der Radstand betrug 2675 mm, die Spurweite vorne 1210 mm und 1240 mm hinten. Das Gewicht des Fahrgestells lag 70 kg höher als vorher. Das deutet auf etwa 1070 kg Leergewicht hin.
Angeboten wurden viertürige Limousine, Coupé, Cabriolet und Roadster. Auch hier gab es zum Schluss aerodynamisch gestaltete Karosserien namens Aerodynamic.
Im Oktober 1934 stand das Modell noch im Programm. In dem Jahr endete die Produktion. Die Motoren hatten die Seriennummern von 95.001 bis 95.071, was auf maximal 71 Fahrzeuge hindeutet. Möglicherweise beziehen sich diese Angaben aber nur auf die Ausführung Aerodynamic. An anderer Stelle in der Literatur werden weniger als 100 Fahrzeuge geschätzt.